# Agotime Ziope (distrito)
Agotime Ziope es un distrito de la región Volta de Ghana. En septiembre de 2018 tenía una población estimada de 35 722 habitantes.
Se encuentra ubicado al sureste del país, entre el lago Volta y la frontera con Togo.